# Iris Grund
Iris Grund ou Iris Dullin-Grund, née le 16 mars 1933 à Berlin, est une architecte et urbaniste allemande.

## Biographie
Son travail s'est concentré sur la ville de Neubrandenbourg, où les dirigeants de la République démocratique allemande voulaient développer un grand centre métropolitain au nord du pays (VEB Hochbauprojektierung Neubrandenburg), elle devient l'architecte en chef du projet. Elle était déjà auparavant la conceptrice de la Maison de la Culture et de l'Éducation dans cette même ville.
Iris Grund fut membre du conseil scientifique de l'Académie d'architecture de la RDA et l'une des architectes les plus influentes de la RDA.

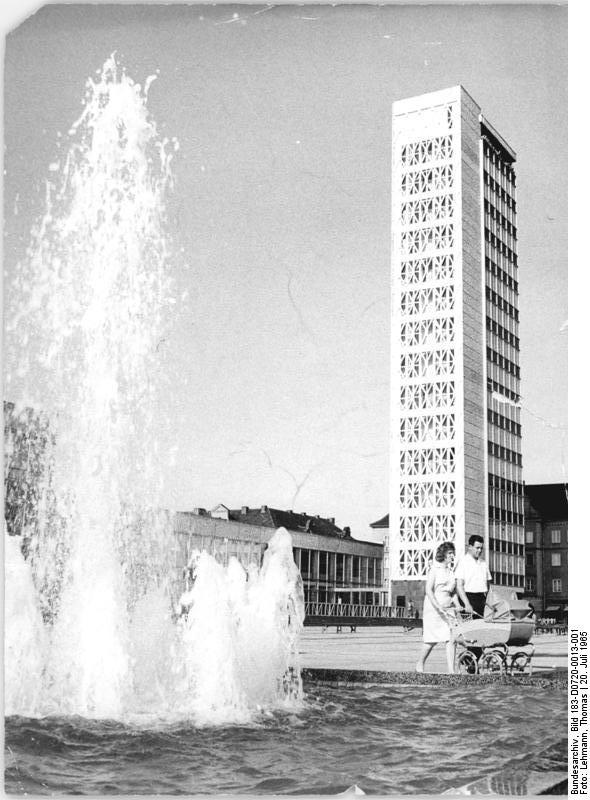
La tour HKB dessinée par Iris Grund, ici en 1965, peu après sa construction.

## Distinctions
- 1976 : Médaille Schinkel[4]
- 1977 : Prix d'architecture de la République démocratique allemande (de)[4]
- 1981 : Médaille Schinkel[4]